# 리쩌허우
리쩌허우(중국어 간체자: 李泽厚, 정체자: 李澤厚, 병음: Lǐ Zéhòu, 1930년 6월 13일 ~ 2021년 11월 2일)는 중국의 철학자, 미학자, 중국 사상사가이다. 후난성 닝샹시 출신인 그는 중국사회과학원 연구원, 중국 화동사범대학교, 독일 튀빙겐 대학교, 위스콘신 대학교 인문과학 연구소 교수 및 객원 강좌 교수를 역임했다. 미시간 대학교, 콜로라도 대학교, 스워스모어 칼리지, 중앙연구원 초빙교수를 역임. 그는 한때 제7기 전국인민대표대회 교육과학문화위생위원회 위원을 역임했다.
1942년 리쩌허우는 루쉰과 빙신을 좋아했고, 신기질 시를 가장 좋아했다. 경제적 어려움으로 인해 공적 보조금을 받아 대학에 입학하게 되었다. 혼란스러운 현 상황으로 인해 학교 분위기는 점점 암울해졌고, 리쩌허우가 독학을 선택하여 마르크스주의를 접하게 된 것도 이 때문이었다. 1948년 여름, 그는 제1부 졸업 후 학교를 중퇴했고, 1949년까지 일자리를 찾지 못해 다림진에서 초등학교 교사로 일했고, 같은 해 그의 어머니가 병으로 사망했다. 1950년 리저후는 베이징 대학 철학과에 입학하였고 펑유란과 깊은 관계를 맺었다. 1954년에 졸업한 그는 결핵을 앓고 있었기 때문에 어느 부서에서도 그를 받아들여주지 않았고, 이듬해 중국과학원 철학연구소에서 일하게 되었다.
그는 1955년 미학적 논의에 등장했다. 1950년대에는 실천을 중시하고 '인간성'을 중시하는 '객관성과 사회성의 통일'이라는 미학적 관점으로 유명해졌다. 문화대혁명 이후 그는 철학, 미학, 지적사 분야에서 큰 성과를 거두었다. 1989년 톈안먼 사건 당시 중국 공산당의 사건 처리 방식을 비판했다는 이유로 그의 작품이 금지되었고, 중국 공산당을 비롯한 공산주의자들로부터 비난을 받았다. 1992년 초에 그는 미국 이민이 허가되었고 한때 미국 콜로라도 대학교에서 가르쳤다. 1999년에 은퇴하고 미국 콜로라도주에서 살았다.